# Ernst Friedrich Seidler
Ernst Friedrich Seidler (* 1798; † 1865) war ein deutscher Reitlehrer.

## Leben
Seidler besaß einen Reitstall in Königsberg, wo er durch die Korrektur verdorbener und bösartiger Pferde bekannt wurde. Von dort ging er als Zivilstallmeister an die Berliner Lehr-Eskadron. Er war Schüler von Maximilian von Weyrother an der Spanischen Hofreitschule in Wien.

## Schriften
- Leitfaden zur gymnastischen Bearbeitung des Campagne- und Gebrauchspferdes (1837)
- Anleitung zum Voltigiren (1843) Digitalisat
- Unparteiische Ansichten über das Bauchersche System der Pferde-Dressur (1844)
- Die Dressur diffiziler Pferde (1846)
- Die Dressur des Pferdes für Kavallerie-Offiziere, angehende Bereiter und Freunde der Reitkunst (1860)

| Personendaten    | Personendaten                                                      |
| ---------------- | ------------------------------------------------------------------ |
| NAME             | Seidler, Ernst Friedrich                                           |
| ALTERNATIVNAMEN  | Seidler, E. F.                                                     |
| KURZBESCHREIBUNG | deutscher Reitlehrer, Zivilstallmeister der Berliner Lehr-Eskadron |
| GEBURTSDATUM     | 1798                                                               |
| STERBEDATUM      | 1865                                                               |